# الرسالة (كتاب)
كتاب الرسالة للإمام الشافعي أول كتاب ألف في علم أصول الفقه. أراد الشافعي - - بتأليفه هذا الكتاب أن يضع الضوابط التي يلتزم بها الفقيه أو المجتهد لبيان الأحكام الشرعية لكل حديث ومستحدث في كل عصر. وهو من الكتب التي روى الربيع عن الشافعي. وكتاب الرسالة يقع في مجلد واحد تناول فيه الشافعي المسائل الأصولية مثل حديث الواحد والحُجَّة فيه، وشروط صحة الحديث وعدالة الرواة، وردّ الخبر المُرسَل والمُنقطِع وغير ذلك من مسائل الأصول والترجيح، وتشكل مقدمة الرسالة الطويلة (مائة صفحة) قسمًا كبيرًا من مادتها. ويقول فخر الدين الرازي عن ريادة الشافعي في تأسيس علم أصول الفقه 
| الرسالة (كتاب) | كانوا قبل الإمام الشافعي يتكلَّمون في مسائل من أصول الفقه، ويستدِلون، ويَعترِضون، ولكن ما كان لهم قانون كلي مرجوع إليه في معرفةِ دلائل الشريعة، وفي كيفيَّة مُعارضتها وترجيحاتها، فاستنبط الشافعي عِلمَ أصول الفقه، ووضع للخلق قانونًا كليًّا يُرجع إليه في معرفة مراتب أدلَّة الشرع، فثبت أن نسبة الشافعي إلى علمِ الشرع كنسبة أرسطو إلى علمِ العقل | الرسالة (كتاب) |

## الرسالة القديمة والرسالة الجديدة
كتاب الرسالة ألفه الشافعي مرتين . ولذلك يعده العلماء في فهرس مؤلفاته كتابين : الرسالة القديمة، والرسالة الجديدة. أما الرسالة القديمة فالراجح أنه ألفها في مكة وهو شاب، إذ كتب إليه عبدالرحمن بن مهدي أن يضع له كتابا فيه معاني القرآن. ويجمع قبول الأخبار فيه، وحجة الإجماع وبيان الناسخ والمنسوخ من القرآن والسنة. فوضع لهُ كتاب الرسالة، وقال علي بن المديني «قلت لمحمد بن إدريس الشافعي: أجب عبدالرحمن بن مهدي عن كتابه، فقد كتب إليك يسألك، وهو متشوق إلى جوابك فأجابه الشافعي، وهو كتاب الرسالة التي كتبت عنه بالعراق، وإنما هي رسالته إلى عبد الرحمن بن مهدي». وأرسل الكتاب إلى ابن مهدي مع الحارث بن سريج النقال الخوارزمي ثم البغدادي، وبسبب ذلك سمي النقال. وكتاب الرسالة المعروف حالياً هو الكتاب الذي ألفهُ في مصر أما الرسالة القديمة فقد فقدت.

## المحققين للكتاب
- أحمد محمد شاكر.
- الدكتور / رفعت فوزي عبد المطلب.
- الدكتور/ ماهر الفحل والدكتور عبد اللطيف الهميم.
- كمال العدني.

## قواعد وردت في الرسالة
- من قَبِلَ عن رسول الله فعن الله قَبِل، لما افترض الله من طاعته.[4]
- على كل مسلم أن يتعلم من لسان العرب ما بلغه جهده، حتى يشهد به أن لا إله إلا الله، وأن محمدا عبده ورسوله، ويتلو به كتاب الله وينطق بالذكر فيما افترض عليه.[5]
- سنن رسول الله مع كتاب الله وجهان؛ أحدهما نص كتاب فاتبعه رسول الله كما أنزل الله. والآخر جملة، بيَّن رسول الله فيه عن الله معنى ما أراد بالجملة، وأوضح كيف فرْضَها[6] وذكر في موضع آخر وجهًا ثالثًا غير مجمع عليه.
- لا ينسخ كتاب الله إلا كتابه.[7]